# Akira Kinoshita
Pour les articles homonymes, voir Kinoshita.
Akira Kinoshita (木之下 晃, Kinoshita Akira, né le 16 juillet 1936 et mort le 12 janvier 2015) est un photographe japonais, lauréat de l'édition 1971 du prix de la Société de photographie du Japon dans la catégorie « Espoirs ».

## Principales expositions
- 1971 ON STAGE ~ Sound Landscape (salon Nikon de Ginza)
- 1976 Musician of the World (Wako Hall)
- 1995 sound picture (Kanagawa Prefectural Hall)
- 1996 The perfection of sound (musée d'art de la ville de Suwa)
- 1998 A Musical Journey in Vienna (Mitsukoshi Nihonbashi)
- 1999 Opera House (Wako Hall)
- 2002 master musicians in the world ~ 100 (musée d'art de la ville de Matsumoto)
- 2002 Musician of the 20th century (Aichi Arts Center)
- 2005 Masters of the World (Maestro) ~ 101 (Muza Kawasaki Symphony Hall)
- 2006 photo exhibition, Akira Kinoshita musicians in the world (musée Chino, préfecture de Nagano)
- Journey to the Verdi (Forest Opera Tokyo) (Tokyo Metropolitan Festival Hall Foyer)
- Akira Kinoshita Photo Exhibitionmaster musician in the world (exposition de clichés autographiés)(Ginza Wako Hall)[2].